# Sèvres-Anxaumont
Sèvres-Anxaumont är en kommun i departementet Vienne i regionen Nouvelle-Aquitaine i västra Frankrike. Kommunen ligger i kantonen Saint-Julien-l'Ars som tillhör arrondissementet Poitiers. År 2022 hade Sèvres-Anxaumont 2 354 invånare.

## Befolkningsutveckling
Antalet invånare i kommunen Sèvres-Anxaumont
| Referens: INSEE |